# أرتيم بوستوفي
أرتيم بوستوفي (بالأوكرانية: Пустовий Артем) مواليد 25 يونيو 1992 في أوكرانيا، هو لاعب كرة سلة أوكراني. بدأ مسيرته الاحترافية في سنة 2009. يلعب في الدوري الإسباني لكرة السلة كلاعب وسط. يحمل الرقم 13. يبلغ طوله 7 قدم 1 بوصة (2.2 م).

## روابط خارجية
- أرتيم بوستوفي على موقع الاتحاد الدولي لكرة السلة (الإنجليزية)
- أرتيم بوستوفي على موقع الدوري الأوروبي لكرة السلة (الإنجليزية)
- أرتيم بوستوفي على موقع الدوري الإسباني لكرة السلة (الإسبانية)
- أرتيم بوستوفي على موقع كرة السلة الأوروبية.كوم (الإنجليزية)
- أرتيم بوستوفي على موقع ريلجم (الإنجليزية)
- أرتيم بوستوفي على موقع بروبوليرز (الإنجليزية)
- أرتيم بوستوفي على موقع سبورتس رفرنس (الإنجليزية)